# Juan Díaz (boxe anglaise)
Pour les articles homonymes, voir Juan Díaz et Diaz.
Juan Díaz est un boxeur mexicano-américain né le 17 septembre 1983 à Houston, Texas.

## Carrière
Il devient champion du monde des poids légers WBA le 17 juillet 2004 en battant aux points Lakva Sim puis s'empare des ceintures WBO et IBF en 2007 après ses victoires face à Acelino Freitas et Julio Diaz.
Juan Díaz cède ses ceintures le 8 mars 2008 en s'inclinant aux points contre son compatriote Nate Campbell. Il perd deux autres championnats du monde contre Juan Manuel Márquez le 28 février 2009 (combat élu combat de l'année par Ring Magazine) et le 31 juillet 2010.